# Ambillou
Ambillou és un municipi francès, situat al departament de l'Indre i Loira i a la regió de Centre – Vall del Loira. L'any 2007 tenia 1.606 habitants.

## Demografia

### Població
El 2007 la població de fet d'Ambillou era de 1.606 persones. Hi havia 588 famílies, de les quals 148 eren unipersonals (80 homes vivint sols i 68 dones vivint soles), 160 parelles sense fills, 252 parelles amb fills i 28 famílies monoparentals amb fills.
La població ha evolucionat segons el següent gràfic:
Habitants censats

### Habitatges
El 2007 hi havia 661 habitatges, 592 eren l'habitatge principal de la família, 33 eren segones residències i 36 estaven desocupats. 608 eren cases i 35 eren apartaments. Dels 592 habitatges principals, 420 estaven ocupats pels seus propietaris, 160 estaven llogats i ocupats pels llogaters i 12 estaven cedits a títol gratuït; 18 tenien una cambra, 39 en tenien dues, 102 en tenien tres, 160 en tenien quatre i 273 en tenien cinc o més. 472 habitatges disposaven pel capbaix d'una plaça de pàrquing. A 232 habitatges hi havia un automòbil i a 306 n'hi havia dos o més.

### Piràmide de població
La piràmide de població per edats i sexe el 2009 era:
| Homes | Edats   | Dones |
| ----- | ------- | ----- |
| 0     | 95 o +  | 0     |
| 0     | 90 a 94 | 0     |
| 8     | 85 a 89 | 8     |
| 12    | 80 a 84 | 16    |
| 24    | 75 a 79 | 28    |
| 16    | 70 a 74 | 24    |
| 16    | 65 a 69 | 20    |
| 36    | 60 a 64 | 20    |
| 8     | 55 a 59 | 20    |
| 28    | 50 a 54 | 12    |
| 52    | 45 a 49 | 28    |
| 88    | 40 a 44 | 72    |
| 68    | 35 a 39 | 60    |
| 64    | 30 a 34 | 48    |
| 24    | 25 a 29 | 56    |
| 32    | 20 a 24 | 32    |
| 40    | 15 a 19 | 44    |
| 44    | 10 a 14 | 60    |
| 44    | 5 a 9   | 56    |
| 52    | 0 a 4   | 28    |

## Economia
El 2007 la població en edat de treballar era de 1.060 persones, 827 eren actives i 233 eren inactives. De les 827 persones actives 763 estaven ocupades (418 homes i 345 dones) i 64 estaven aturades (30 homes i 34 dones). De les 233 persones inactives 59 estaven jubilades, 80 estaven estudiant i 94 estaven classificades com a «altres inactius».

### Ingressos
El 2009 a Ambillou hi havia 625 unitats fiscals que integraven 1.695 persones, la mediana anual d'ingressos fiscals per persona era de 17.459 €.

### Activitats econòmiques
Dels 66 establiments que hi havia el 2007, 3 eren d'empreses extractives, 1 d'una empresa alimentària, 3 d'empreses de fabricació d'altres productes industrials, 21 d'empreses de construcció, 8 d'empreses de comerç i reparació d'automòbils, 2 d'empreses de transport, 4 d'empreses d'hostatgeria i restauració, 1 d'una empresa financera, 4 d'empreses immobiliàries, 12 d'empreses de serveis, 4 d'entitats de l'administració pública i 3 d'empreses classificades com a «altres activitats de serveis».
Dels 26 establiments de servei als particulars que hi havia el 2009, 1 era una oficina de correu, 1 taller de reparació d'automòbils i de material agrícola, 6 paletes, 4 guixaires pintors, 3 fusteries, 5 lampisteries, 2 electricistes, 2 perruqueries i 2 restaurants.
Dels 2 establiments comercials que hi havia el 2009, 1 era una gran superfície de material de bricolatge i 1 una botiga de menys de 120 m².
L'any 2000 a Ambillou hi havia 15 explotacions agrícoles que ocupaven un total de 1.200 hectàrees.

## Equipaments sanitaris i escolars
El 2009 hi havia una escola elemental.

## Poblacions més properes
El següent diagrama mostra les poblacions més properes.